# Copestylum squamigerum
Copestylum squamigerum är en tvåvingeart som först beskrevs av Charles Howard Curran 1925.  Copestylum squamigerum ingår i släktet Copestylum och familjen blomflugor.
Artens utbredningsområde är Peru. Inga underarter finns listade i Catalogue of Life.